# The Blues Never Die!
The Blues Never Die! — студійний альбом американського блюзового піаніста Отіса Спенна, випущений у 1965 року лейблом Prestige.

## Опис
Записаний за участі чиказького колеги Джеймса Коттона, який тут грає на губній гармоніці та співає, The Blues Never Die! є одним з найкращих альбомів Спенна. Коли ця сесія була записана в Чикаго 21 листопада 1964 року для дочірнього лейблу Bluesville Prestige (у 1964 році Bluesville був закритий; альбом у підсумку вийшов наступного року вже на Prestige), Спенн був більше відомий як піаніст в гурті Мадді Вотерса. Однак The Blues Never Die! (перевиданий Fantasy на CD в 1990 у серії «Original Blues Classics») демонструє, що він був чудовим солістом, а не тільки сайдменом. Гурт виконує композиції від «I'm Ready» Віллі Діксона (яку Спенн грав на Chess з Вотерсом) і «Dust My Broom» Елмора Джеймса до «Feelin' Good» Коттона і «Must Have Been the Devil» Спенна.

## Список композицій
1. «The Blues Never Die» (Отіс Спенн) — 3:40
2. «I Got a Feeling» (Отіс Спенн) — 2:50
3. «One More Mile to Go» (Джеймс Коттон) — 3:45
4. «Feelin' Good» (Отіс Спенн) — 3:30
5. «After Awhile» (Отіс Спенн) — 4:05
6. «Dust My Broom» (Елмор Джеймс) — 2:35
7. «Straighten up, Baby» (Джеймс Коттон) — 2:30
8. «Come On» (Отіс Спенн) — 2:40
9. «Must Have Been the Devil» (Отіс Спенн) — 2:40
10. «Lightnin'» (Джеймс Коттон) — 2:50
11. «I'm Ready» (Мадді Вотерс) — 3:05

## Учасники запису
- Отіс Спенн — фортепіано, вокал (1, 2, 5, 8, 9)
- Джеймс Коттон — губна гармоніка, вокал (3, 4, 6, 7, 11)
- Дерті Ріверс [Мадді Вотерс], Джеймс Медісон — гітара
- Мілтон Ректор — бас
- С. П. Лірі — ударні

Технічний персонал
- Семюел Чартерс — продюсер
- Піт Велдінг — текст